# Bua Lai (huyện)
Bua Lai (tiếng Thái: บัวลาย) là một huyện (amphoe) ở đông bắc của tỉnh Nakhon Ratchasima, đông bắc Thái Lan.

## Lịch sử
Khu vực Bua Lai đã được tách ra từ huyện Bua Yai và lập tiểu huyện (King Amphoe) vào ngày 1 tháng 7 năm 1997. Phần lớn dân Bua Lai di cư từ tỉnh Maha Sarakham và tỉnh Roi Et.
Theo quyết định của chính phủ Thái Lan ngày 15 tháng 5 năm 2007, tất cả 81 tiểu huyện đều được nâng thành huyện. Với việc đăng công báo hoàng gia ngày 24 tháng 8, việc nâng cấp thành chính thức.

## Địa lý
Các huyện giáp ranh (từ phía bắc theo chiều kim đồng hồ) là Waeng Noi và Phon của tỉnh Khon Kaen, và Prathai, Sida và Bua Yai.

## Hành chính
Huyện này được chia thành 4 phó huyện (tambon). Thị trấn (thesaban tambon) Nong Bua Lai nằm trên một phần của tambon Bua Lai.
| 1. | Mueang Phalai | เมืองพะไล |  |
| 2. | Non Chan      | โนนจาน   |  |
| 3. | Bua Lai       | บัวลาย    |  |
| 4. | Nong Wa       | หนองหว้า  |  |